# Idaea mediaria
Idaea mediaria ist ein Schmetterling (Nachtfalter) aus der Familie der Spanner (Geometridae). 

## Merkmale
Die Falter haben eine Flügelspannweite von 14 bis 19 mm. Die Vorderflügel sind verhältnismäßig schmal. Die Grundfarbe ist sandfarben bis hellgrau, die Zeichnung ist dunkelgrau bis dunkelbraun und häufig dunkel überstäubt. Die innere Querlinie ist praktisch nicht vorhanden oder nur angedeutet, dafür kann die Mittelbinde relativ breit sein und ist immer sehr deutlich entwickelt. Sie ist annähernd gerade, verläuft schräg zur äußeren Querlinie und nähert sich der äußeren Querlinie zum Kostalrand hin. Äußere Querlinie, Wellenlinie und Saumlinie liegen sehr dicht beieinander. Alle drei Linien sind leicht gewellt bis leicht gezackt. Diskalflecken sind meist vorhanden, aber nicht sehr ausgeprägt. Auf den Vorderflügeln liegen sie deutlich wurzelwärts abgerückt von der Mittelbinde, auf den Hinterflügel liegen sie dicht an der Mittelbinde, aber auf der wurzelwärtigen Seite der Binde. Es sind kleine, schwarze Saumflecken vorhanden. Die Stirn ist dunkelbraun, der Scheitel weißlich und der Kragen braun. Die Palpen sind relativ klein und schwarz gefärbt.

## Vorkommen und Lebensraum
Die Art hat ein relativ eng begrenztes Verbreitungsgebiet. Es erstreckt sich von Südportugal, entlang der Küste zur Südspitze Spaniens, entlang einem rund 200 km breiten Streifen an der Ostküste bis Südfrankreich. Sie kommt auch auf den Balearen, Korsika und Sardinien und in der Toskana vor. Einige sehr kleine und völlig isolierte Vorkommen gibt es auch in Nordwestspanien, in Marokko und Algerien. Letztere zwei Vorkommen werden einer separaten Unterart Idaea mediaria flavidior Rothschild, 1914 zugerechnet.
Die Art ist ausgesprochen xerothermophil, d. h., sie bevorzugt trockene und heiße Habitate. Sie kommt in offenen Biotopen vor, oft nahe der Küste und steigt bis etwa 1300 m, sehr selten auch bis 1900 m Seehöhe an.

## Phänologie und Lebensweise
Idaea mediaria ist univoltin, d. h., es wird nur eine Generation pro Jahr gebildet, die von Anfang Juni bis Ende Juli, selten auch bis Mitte August fliegt. Die Falter werden von künstlichen Lichtquellen angezogen.
Die Raupen sind extrem langsam wachsend. Sie sind polyphag und fressen verwelktes Pflanzenmaterial von verschiedenen krautigen Pflanzen. Bisher wurden als Raupennahrungspflanzen nachgewiesen: Stechginster (Ulex europaeus), Euphorbia spinosa und Dorycnium (Hülsenfrüchtler). Die Zucht gelang auch mit Vogelknöterichen (Polygonum) und Gewöhnlichem Löwenzahn (Taraxacum officinale). 

## Systematik
Die Art wurde 1819 von Jacob Hübner unter dem Namen Geometra mediaria erstmals wissenschaftlich beschrieben. Derzeit werden zwei Unterarten unterschieden, die nominotypische Unterart Idaea mediaria mediaria (Hübner, 1819) und Idaea mediaria flavidior (Rothschild, 1914).